# Dubowo II
Dubowo II – dawna wieś. Tereny, na których leżała, znajdują się obecnie na Białorusi, w obwodzie witebskim, w rejonie miorski, w sielsowiecie Uźmiony.

## Historia
W czasach zaborów w gminie Czeress, w powiecie dzisieńskim, w guberni wileńskiej Imperium Rosyjskiego.
W latach 1921–1945 wieś leżała w Polsce, w województwie wileńskim, w powiecie dziśnieńskim, od 1926 w powiecie brasławskim, w gminie Czeress a od 1927 w gminie Leonpol.
Według Powszechnego Spisu Ludności z 1921 roku zamieszkiwały tu 102 osoby, 1 była wyznania rzymskokatolickiego, a 101 prawosławnego. Jednocześnie wszyscy mieszkańcy zadeklarowali białoruską przynależność narodową. Było tu 25 budynków mieszkalnych. W 1931 w 26 domach zamieszkiwało 130 osób.
Wierni należeli do parafii prawosławnej w Leonpolu. Miejscowość podlegała pod Sąd Grodzki w Druji i Okręgowy w Wilnie; właściwy urząd pocztowy mieścił się w Leonpolu.